# Aéroport de Poprad-Tatras
L'aéroport Poprad-Tatras, en slovaque Letisko Poprad-Tatry, est un aéroport international situé au pied des Hautes Tatras à proximité de la ville de Poprad à une altitude de 718 m. Il fut ouvert en 1938. Sa première ligne régulière en 1943 reliait Bratislava à Prešov avec escale à Sliač et Poprad. Il a accueilli 51 658 voyageurs au départ en 2009.

## Situation
| Bratislava Košice · Cassovie Poprad · Tatras Sliač Žilina |

## Statistiques
Pour des raisons techniques, il est temporairement impossible d'afficher le graphique qui aurait dû être présenté ici.

Voir la requête brute et les sources sur Wikidata.

## Compagnies et destinations
| Compagnies | Destinations  |
| ---------- | ------------- |
| Wizz Air   | Londres-Luton |

Édité le 16/05/2020  Actualisé le 27/12/2022